# Eiavatnet
Az Eiavatnet tó Norvégia délnyugati Rogaland megyéjében, Eigersund és Sokndal községekben, mintegy 139 méteres tengerszint feletti magasságban.
Területe 4,29 km², partvonalának hossza 35,91 km.

## Fordítás
- Ez a szócikk részben vagy egészben  az   Eiavatnet című angol Wikipédia-szócikk ezen változatának fordításán alapul.  Az eredeti cikk szerkesztőit annak laptörténete sorolja fel. Ez a jelzés csupán a megfogalmazás eredetét és a szerzői jogokat jelzi, nem szolgál a cikkben szereplő információk forrásmegjelöléseként.